# عشق وی
وی لاو (انگلیسی: V Love؛ چینی: 微时代؛ کره‌ای: 미시대) که پیش‌تر با نام عشق در دوران میکرو: عشق اول (انگلیسی: Love In The Micro Era·First Love؛ چینی: 微时代之恋·初恋篇) شناخته می‌شد، مجموعه تلویزیونی چینی محصول سال ۲۰۱۴ به کارگردانی لیو یی‌ژی و نویسندگی چن بائوهوا و با بازی وین ژانگ و دلربا دلمراد است. این مجموعه از ۲۱ ژوئیه تا ۱۱ سپتامبر ۲۰۱۴، روزهای دوشنبه تا جمعه ساعت ۱۲:۰۰ به وقت چین، به صورت اختصاصی از طریق تنسنت ویدئو پخش شد.

## تولید
این مجموعه نخستین تجربه درام چینی بازیگر اهل کره جنوبی، کیم بوم است.
بازیگر یانگ می علاوه بر ایفای نقش لو یی، تهیه‌کنندگی مجموعه را نیز بر عهده داشت و پس از آن، استودیوی «وی استودیو» را برای نظارت ویژه بر طراحی لباس‌ها تأسیس کرد.
فیلم‌برداری این مجموعه از ۲۱ فوریه ۲۰۱۳ در بالی، اندونزی آغاز شد و در اوایل ماه مارس در شانگهای، چین ادامه یافت و تا ۲۷ مه همان سال به پایان رسید.